# متیبوکا
متیبوکا (به لاتین: Metibokka) یک منطقهٔ مسکونی در سری‌لانکا است که در استان مرکزی (سری‌لانکا) واقع شده‌است.